# Mã Hy Thanh
Mã Hy Thanh (giản thể: 马希声; phồn thể: 馬希聲; bính âm: Mǎ Xīshēng) (899-15 tháng 8, 932), tên tự Nhược Nột (若訥), được truy phong là Hành Dương Vương (衡陽王), là quân chủ thứ nhì của nước Sở thời Ngũ Đại Thập Quốc tại Trung Quốc. Ông trị vì trong thời gian từ sau khi cha của ông qua đời vào năm 930 đến khi bản thân ông qua đời vào năm 932.

## Thân thế
Mã Hy Thanh sinh năm 899, trong thời gian trị vì của Đường Chiêu Tông, ông là thứ tử của quân phiệt Mã Ân. Đương thời, Mã Ân kiểm soát Đàm châu, và chưa kiểm soát được hoàn toàn Vũ An, song đang trong quá trình củng cố quyền lực. Mẹ của Mã Hy Thanh là Viên thị, bà là người thiếp được Mã Ân sủng ái, huynh trưởng của Mã Hy Thanh là Mã Hy Chấn (馬希振) là con ruột của chính thất. (Mã Ân được ghi chép là có ít nhất 35 con trai, Viên thị còn sinh Mã Hy Vượng (馬希旺), song các quân chủ của Sở sau Mã Hy Thanh có vẻ như không phải do bà sinh ra, trong đó Mã Hy Phạm và Mã Hy Quảng do Trần thị sinh.) Mã Hy Thanh và Mã Hy Phạm sinh cùng ngày, song Mã Hy Thanh sinh trước. (Một người khác có vẻ như cũng sinh cùng ngày, do Mã Hy Phạm được thuật lại là tứ tử của Mã Ân.)

## Thời Mã Ân trị vì
Mã Ân dần khoách trương lãnh thổ, trở thành một chư hầu của triều Hậu Lương, rồi triều Hậu Đường, và được phong tước Sở vương; và Sở quốc vương. Mã Ân sau đó tiến hành kiến quốc, thiết lập bá quan, đến năm 929, Mã Ân bổ nhiệm Vũ An tiết độ phó sứ, kiêm quyền Trường Sa phủ Mã Hy Thanh làm Tri chính sự, Tống lục trung ngoại chư quân sự. Từ khi đó, quốc chính đều thông qua Mã Hy Thanh trước khi báo cho Mã Ân. (Mã Hy Chấn chính thất sinh ra và là huynh trưởng, do vậy theo tục lệ truyền thống sẽ là người kế vị, song Mã Hy Thanh được chọn vì Viên đức phi là người được Mã Ân sủng ái. Mã Hy Chấn trở thành một đạo sĩ và thoát ly khỏi chính trường.)
Sau khi nắm quyền lực tại Sở, Mã Hy Thanh trở nên nghi ngờ mưu chủ của cha là Cao Úc (高郁). Ban đầu, Nam Bình vương Cao Quý Hưng khiển sứ đưa thư cho Mã Hy Thanh, bề ngoài là để xin phép được kết làm huynh đệ với Cao Úc, khiến ngờ vực trong lòng Mã Hy Thanh nổi lên. Trong khi đó, Hành quân tư mã Dương Chiêu Toại (楊昭遂) là người trong tộc của thê của Mã Hy Thanh, người này âm mưu thay thế vị trí của Cao Úc, do đó thường xuyên gièm pha Cao Úc trước Mã Hy Thanh. Mã Hy Thanh do đó nói với cha rằng Cao Úc xa xỉ, lạm quyền, tiếp xúc với bên ngoài, đề nghị cha diệt trừ. Mã Ân từ chối, sau do Mã Hy Thanh liên tục thỉnh bãi binh quyền của Cao Úc, Cao Úc bị làm hành quân tư mã. Cao Úc nói với thân tín "Ta xây gấp phủ ở Tây Sơn để quy lão, chế tử lớn dần và nay có thể cắn người." Mã Hy Thanh tức giận và giả lệnh Mã Ân để sát hại Cao Úc cùng gia tộc. Khi Mã Ân hay tin, ông đấm ngực kêu khóc thảm thiết, song không trừng phạt Mã Hy Thanh.
Tháng 10 ÂL năm Canh Dần (930), Mã Ân bị bệnh nằm trên giường, khiển sứ sang Hậu Đường xin truyền vị lại cho Mã Hy Thanh. Triều đình Hậu Đường không tin tưởng Mã Hy Thanh, nên ngày Tân Hợi (21) cùng tháng (14 tháng 11), chỉ bổ nhiệm ông làm giữ chức Vũ An tiết độ sứ, kiêm Thị trung. Ngày Kỷ Tị (10) tháng 11 (2 tháng 12), Vương Ân qua đời, di mệnh chư tử phải truyền lại ngôi vị cho huynh đệ, còn để kiếm ở từ đường và nói ai làm trái mệnh thì hãy giết. Chư tướng Sở ban đầu muốn khiển binh trấn thủ biên cảnh rồi mới phát tang, song theo ý của Binh bộ thị lang Hoàng Tổn (黃損), họ cử người cáo chung và để Mã Hy Thanh kế vị.

## Trị vì
Mã Hy Thanh tập vị vào ngày Bính Tuất (27) tháng 11 (tức 19 tháng 12), tuyên bố theo di mệnh tiến hành bỏ kiến quốc, phục phép chế 'trấn' như xưa. Ngày Canh Tuất (21) tháng 12 (12 tháng 1 năm 931), Hậu Đường Minh Tông trao thêm cho Mã Hy Thanh chức Tĩnh Giang tiết độ sứ, kiêm Trung thư lệnh.
Mã Hy Thanh nghe được chuyện Hậu Lương Thái Tổ thích ăn gà thì cũng bắt chước theo, một ngày giết 50 con gà để ăn, điều này không phù hợp trong giai đoạn để tang, khuôn mặt ông cũng không tỏ vẻ buồn rầu. Ngày Canh Thân (7) tháng 12 năm Tân Mão (17 tháng 1 năm 932), táng Mã Ân tại Hành Dương, Mã Hy Thanh ăn nhiều thịt gà trước khi khởi hành từ Trường Sa, Lại bộ thị lang Phan Khởi (潘起) mỉa mai.
Trong thời gian Mã Hy Thanh trị vì, Sở chịu cảnh đại hạn, tháng 7 ÂL năm Nhâm Thìn (932), ông mệnh đóng cửa đền thờ thần Nam Nhạc và chư thần, song hạn hán vẫn tiếp tục. Ngày Tân Mão (11) cùng tháng (15 tháng 8), Mã Hy Thanh qua đời, Mã Hy Phạm kế vị. Ông được truy phong là Hành Dương vương.